# سوق الاربعاء (مراکش)
سوق الاربعاء (به فرانسوی: Souk El Arbaa) یک منطقهٔ مسکونی در مراکش است که در استان قنیطره (مراکش) واقع شده‌است.
 سوق الاربعاء  ۶۹٬۲۶۵ نفر جمعیت دارد.